# Вічний революціонер
«Гімн. Вічний революціонер» — вірш українського письменника Івана Франка 1880 року. Вперше опублікований 3 червня 1882 року у львівській газеті «Praca» під назвою «Hymn. Wicznyj revolucjoner» (латиницею), за підписом Myron.
Як пісня, активно включилась у сферу політичної боротьби тільки в 1905 році, досі ж була знана як вірш, який часто декламували, але не співали.
У 1905 році Микола Лисенко написав музику до «Гімну», і він почав своє нове життя, пішов у світ як революційна пісня.
Коли 1898 року відзначали 25-річчя літературної і суспільної діяльності І. Франка, громадськість Галичини підготувала Каменяреві сюрприз: хор уперше проспівав «Вічного революціонера». Незабаром пісня-гімн на музику М. Лисенка повернулася в місто свого народження Львів і полетіла по всій Галичині. Уже в 1909 році її співав львівський хор «Бандурист». Народний художник В. Касіян згадував, що у 1913 році учні реальної школи у Снятині «співали пісні», складені на слова Івана Франка, зокрема його гімн «Вічний революціонер». В період Української революції «Гімн» передруковувався у багатьох збірниках революційних пісень.
Пісня вважалась неофіційним гімном ЗУНР, зокрема ця пісня лунала під час урочистого підписання Акту Злуки 22 січня 1919 року.

## Текст
Вічний революціонер –
Дух, що тіло рве до бою,
Рве за поступ, щастя й волю, –
Він живе, він ще не вмер.
Ні попівськії тортури,
Ні тюремні царські мури,
Ані війська муштровані,
Ні гармати лаштовані,
Ні шпіонське ремесло
В гріб його ще не звело.
Він не вмер, він ще живе!
Хоч від тисяч літ родився,
Та аж вчора розповився
І о власній силі йде.
І простується, міцніє,
І спішить туди, де дніє;
Словом сильним, мов трубою,
Міліони зве з собою, –
Міліони радо йдуть,
Бо се голос духа чуть.
Голос духа чути скрізь:
По курних хатах мужицьких,
По верстатах ремісницьких,
По місцях недолі й сліз.
І де тільки він роздасться,
Щезнуть сльози, сум, нещастя,
Сила родиться й завзяття
Не ридать, а добувати,
Хоч синам, як не собі,
Кращу долю в боротьбі.
Вічний революціонер –
Дух, наука, думка, воля –
Не уступить пітьмі поля,
Не дасть спутатись тепер.
Розвалилась зла руїна,
Покотилася лавина,
І де в світі тая сила,
Щоб в бігу її спинила,
Щоб згасила, мов огень,
Розвидняющийся день?